# Viladrau
Viladrau ist eine katalanische Gemeinde in der Provinz Girona im Nordosten Spaniens. Sie liegt in der Comarca Osona.
| Jahr      | 1900 | 1930 | 1950 | 1970 | 1986 | 2007 |
| Einwohner | 974  | 1001 | 962  | 787  | 802  | 1036 |

## Gemeindepartnerschaft
Viladrau unterhält eine Partnerschaft mit der französischen Gemeinde Vebron.